# Circondario di Costanza
Il circondario di Costanza è uno dei circondari dello stato tedesco del Baden-Württemberg.
Fa parte del distretto governativo di Friburgo in Brisgovia.

## Città e comuni
La sigla corrispondente al circondario è KN, benché faccia eccezione il comune di Büsingen am Hochrhein che, in quanto exclave si vede attribuita una sigla a parte (BÜS).
(Abitanti il 31 dicembre 2022)
| Città 1. Aach (2 384) 2. Engen (11 355) 3. Costanza (85 859) 4. Radolfzell am Bodensee (32 043) 5. Singen (Hohentwiel) (49 441) 6. Stockach (17 490) 7. Tengen (4 840) | Comuni 1. Allensbach (7 289) 2. Bodman-Ludwigshafen (4 810) 3. Büsingen am Hochrhein (1 585) 4. Eigeltingen (3 926) 5. Gaienhofen (3 400) 6. Gailingen am Hochrhein (2 976) 7. Gottmadingen (10 885) 8. Hilzingen (8 982) 9. Hohenfels (2 108) 10. Moos (3 435) 11. Mühlhausen-Ehingen (3 957) 12. Mühlingen (2 716) 13. Öhningen (3 690) 14. Orsingen-Nenzingen (3 590) 15. Reichenau (5 401) 16. Rielasingen-Worblingen (12 147) 17. Steißlingen (5 034) 18. Volkertshausen (3 225) |